# Famille Dauchez
Pour les articles homonymes, voir Dauchez.
Cette page explique l’histoire ou répertorie les différents membres de la famille Dauchez.
La famille Dauchez est une famille d'ancienne bourgeoisie originaire d'Artois.

## Historique
Originaire d'Artois, la famille Dauchez est issue de Michel Dauchez (1685-1720), bourgeois d'Arras. Elle donna plusieurs maires et s'installa à Paris au XIXe siècle.

## Personnalités notables
- Jean-Baptiste Dauchez (1751-1823), avocat, jurisconsulte, échevin d'Arras, député du Pas-de-Calais au Conseil des Cinq-Cents
- François Benjamin Dauchez (1794-1880), avocat, maire d'Arras. Il épouse Virginie de Beaubert , dont le nom est venu compléter celui de sa branche
- Eugène Dauchez (1814-1890), conseiller référendaire à la Cour des comptes, maire adjoint du 7e arrondissement de Paris[2]
- Fernand Dauchez (1842-1914), célèbre avocat parisien, homme d'affaires et administrateur de biens ;
- Albert Dauchez de Beaubert (1860), maire de Boistrudan, président de la Société d'escrime à l'épée de Paris
- Jeanne Dauchez (1869-1949), artiste-peintre, épouse de Lucien Simon
- André Dauchez (1870-1948), peintre de la Marine, membre de l'Institut de France (Académie des beaux-arts)
- Philippe Dauchez (1900-1984), peintre officiel de la Marine
- Axel Dauchez (1968), chef d'entreprise, directeur général de Deezer et président de Publicis France
- Florence Dauchez (née en 1964), journaliste et animatrice de télévision, épouse de Christophe de Ponfilly
- Matthieu Dauchez (né en 1975), prêtre catholique français auprès des enfants des rues et des habitants des bidonvilles de Manille, aux Philippines

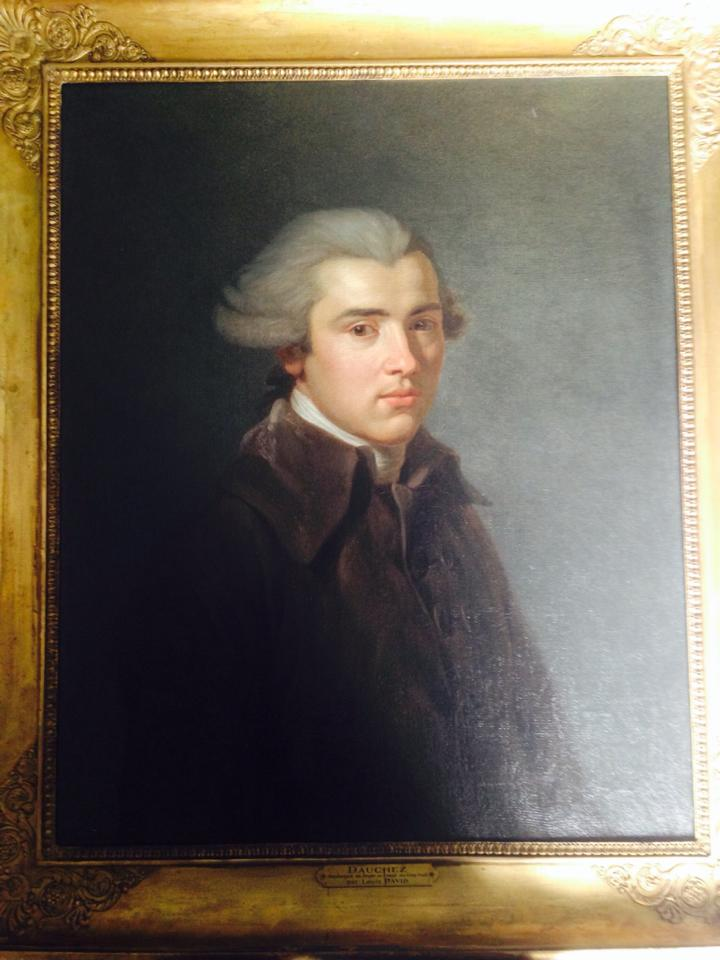
Jean-Baptiste Dauchez
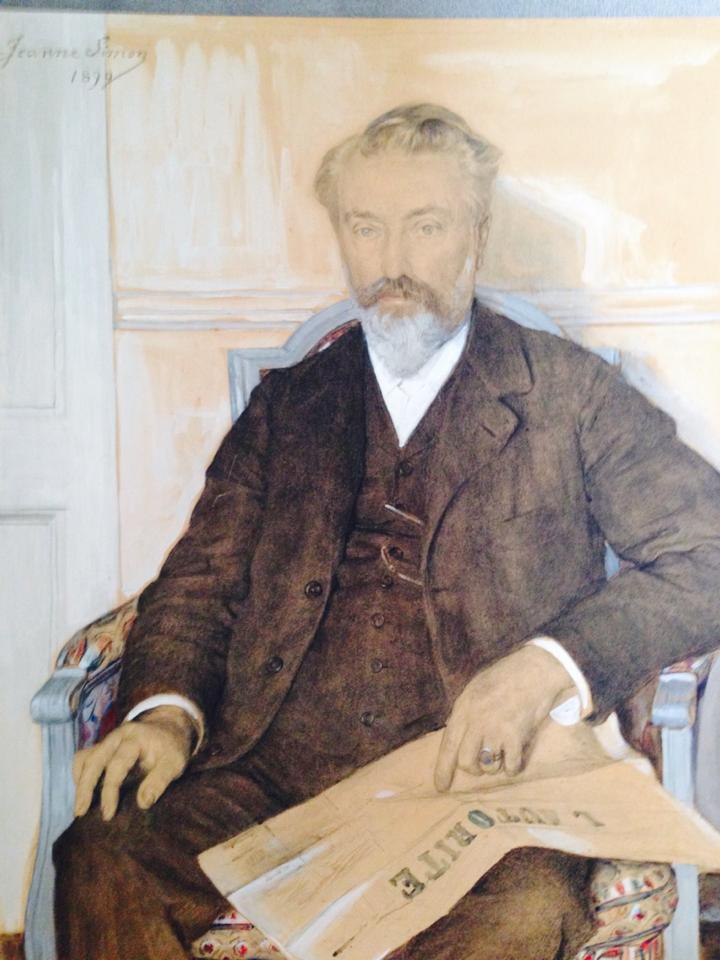
Fernand Dauchez
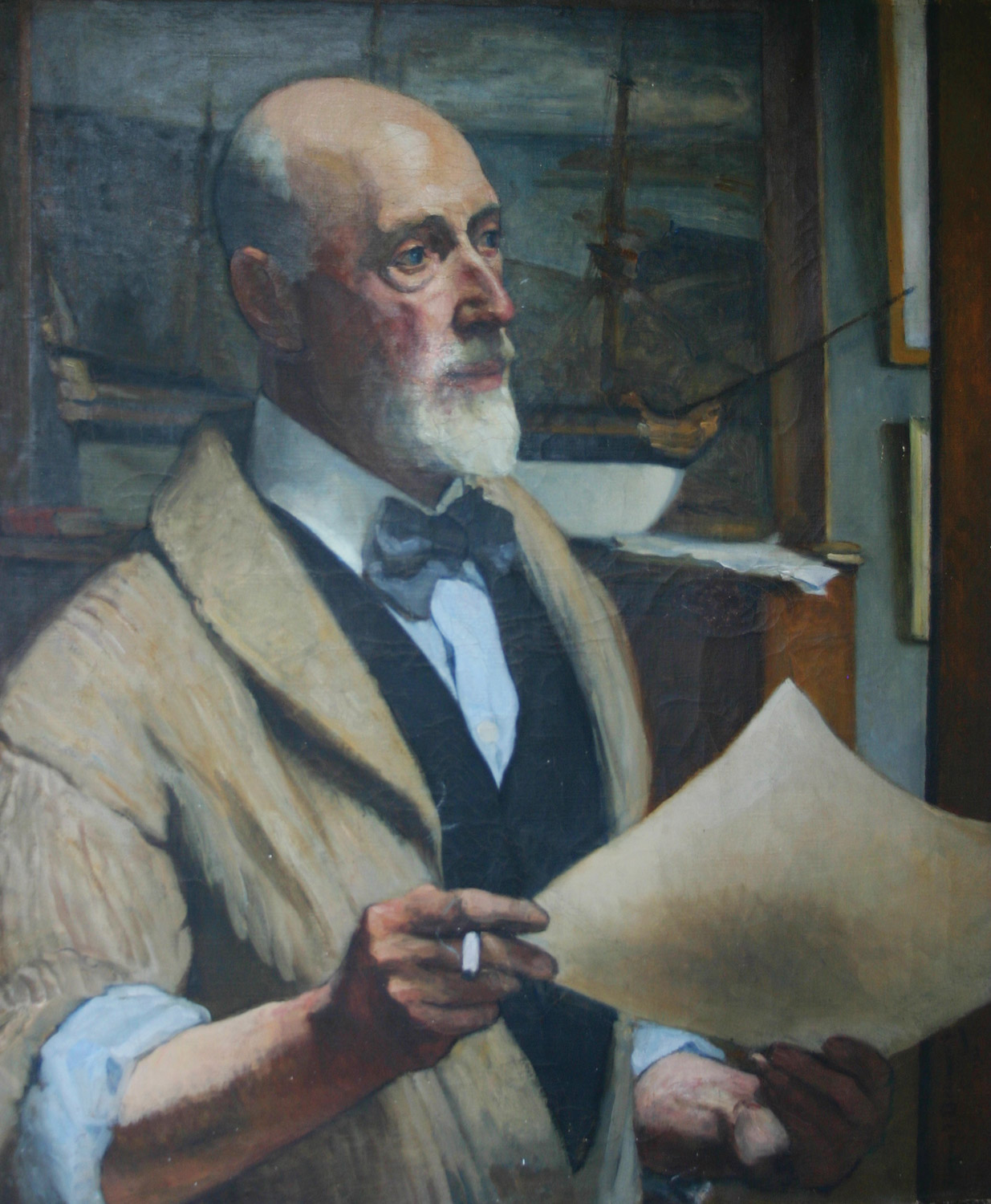
André Dauchez
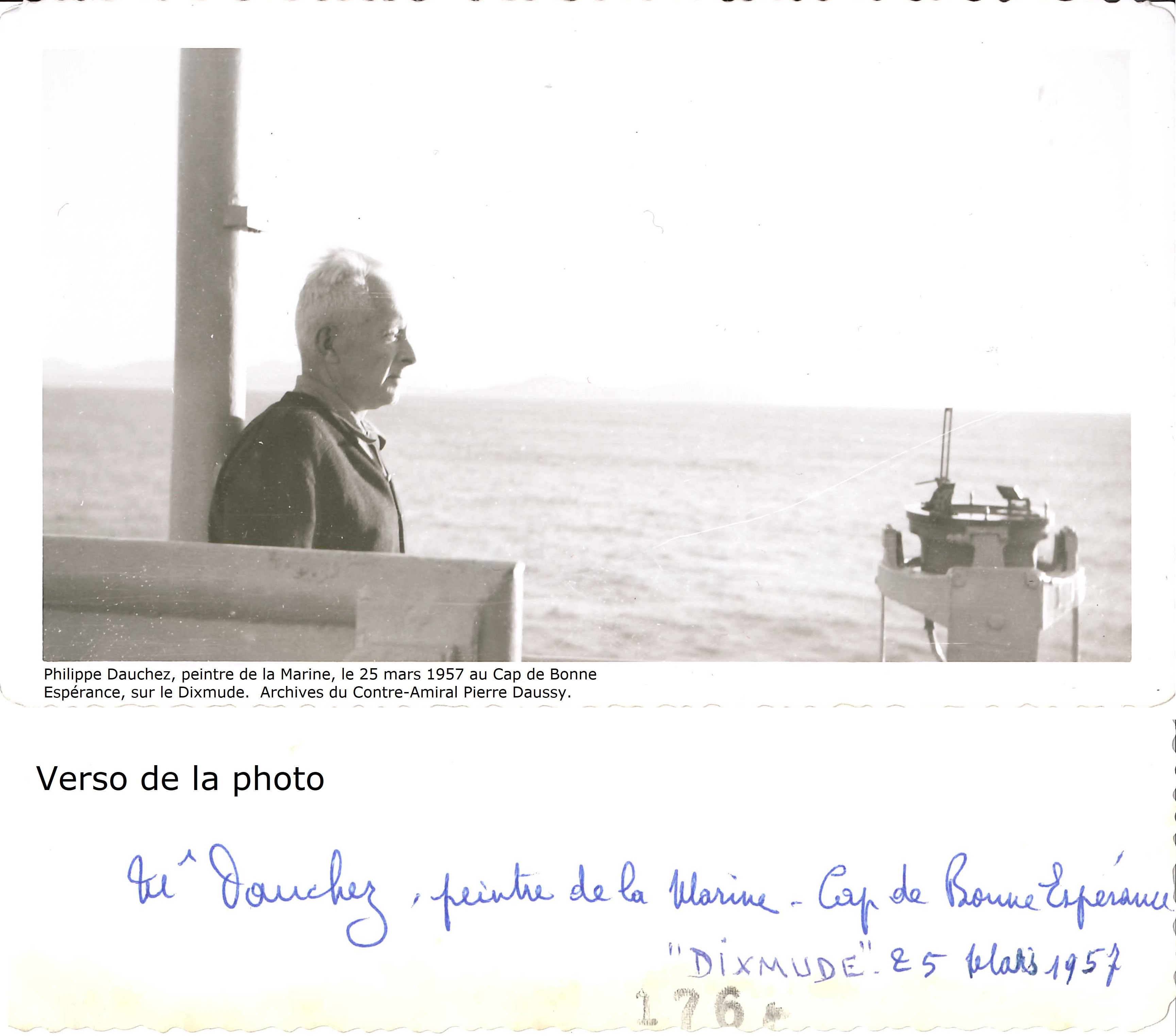
Philippe Dauchez

## Pour approfondir